# Sant Jaume de Granollers
Sant Jaume de Granollers és una església del nucli de Granollers de Segarra, al municipi de Torrefeta i Florejacs (Segarra), inclosa a l'Inventari del Patrimoni Arquitectònic de Catalunya.

## Descripció
És una petita ermita situada uns metres abans d'arribar al nucli de Granollers de la Segarra. La façana oest hi ha l'entrada amb arc adovellat de mig punt, hi porta de fusta. A sobre hi ha una petita obertura, i culmina la façana un campanar de cadireta d'un sol ull.
Al mur sud hi ha una petita obertura a l'extrem dret de la façana. Al mur est no hi ha cap obertura. Davant del mur nord hi trobem el cementiri. Coberta doble que es pot apreciar en el ràfec. És de dos vessants (nord-sud), acabada amb teules.
Al recinte s'hi accedeix una porta metàl·lica envoltada per murs.

## Història
El lloc surt documentat l'any 1807, però cal esperar fins al segle xiii per a trobar la primera menció de l'església. Consta els anys 1279 i 1280 en la relació de la dècima papal recaptada a la diòcesi d'Urgell.